# 家務戰場
《家務戰場》（英語：War of Household）是香港電視娛樂有限公司製作的真人騷節目，古明華、英健朗及朱晉傑，帶領馬俊怡（Rose Ma）、貝依霖、邱晴、陳婉婷、伍詠詩及王頌茵，接受各種家務挑戰。節目由2021年2月1日至19日，逢星期一至五22:30－23:00，於ViuTV首播。本節目由「Honeywell空氣清新機」冠名贊助，並曾被列入《ViuTV 2021》「綜藝系列」。

## 「女戰士」入住房間

### 「浪漫星空套房」
- 附送1,000元購物券
  - 貝依霖
  - 馬俊怡

### 「標準雙人園景套房」
- 附送1,500元購物券
  - 伍詠詩（負責找優惠券及通知室友）
  - 陳婉婷（負責購買日用品）

### 「豪華雙人園林套房」
- 附送2,000元購物券
  - 邱晴（負責找優惠券及通知室友）
  - 王頌茵（負責購買日用品）

## 每集內容
| 集數 | 播映日期 | 主題             | 任務 |
| 01   | 2月1日   | 同一屋簷下       | 所有「女戰士」：添置家庭用品                                                                                                |
| 02   | 2月2日   | 向高手求助       | 所有「女戰士」：打掃房間 王頌茵、邱晴：煮早餐 馬俊怡、陳婉婷：收拾廚房 王頌茵、邱晴、陳婉婷：煎太陽蛋                       |
| 03   | 2月3日   | 專家特訓速成班   | 馬俊怡：熨衫 貝依霖：清潔爐頭 伍詠詩：清潔浴室 所有「女戰士」：晾衫                                                         |
| 04   | 2月4日   | 實戰一觸即發     | 所有「女戰士」：衣櫃收納 所有「女戰士」：清潔家庭用品                                                                       |
| 05   | 2月5日   | 清潔大型傢俱     | 所有「女戰士」：清潔家庭用品（第二回合） 所有「女戰士」：修補校服                                                           |
| 06   | 2月8日   | 恐怖抽籤儀式     | 王頌茵、邱晴：照顧小孩 貝依霖、伍詠詩：照顧老人                                                                             |
| 07   | 2月9日   | 照顧老人的難度   | 王頌茵、邱晴：照顧小孩（續） 貝依霖、伍詠詩：照顧老人（續） 馬俊怡、陳婉婷：照顧寵物                                        |
| 08   | 2月10日  | 克服人生死穴     | 馬俊怡、陳婉婷：照顧寵物（續） 所有「女戰士」：鋪床單被鋪                                                                   |
| 09   | 2月11日  | 家務常識大考驗   | 所有「女戰士」：家務常識問答比賽 王頌茵、邱晴、馬俊怡、貝依霖：家務常識問答比賽（第二回合）                                 |
| 10   | 2月12日  | 各項污漬大清洗   | 所有「女戰士」：洗衫、洗車                                                                                                  |
| 11   | 2月15日  | 從遊戲學習環保   | 所有「女戰士」：洗車（續）、家居回收                                                                                        |
| 12   | 2月16日  | 中期考核緊張刺激 | 陳婉婷、王頌茵、邱晴、馬俊怡、英健朗：蔬果花束DIY 陳婉婷、王頌茵、邱晴、馬俊怡、朱晉傑：創意料理 所有「女戰士」：家務中期考 |
| 13   | 2月17日  | 污糟屋大挑戰     | 所有「女戰士」：家務中期考（續）、終極任務－負責清潔單位                                                                    |
| 14   | 2月18日  | 不能完成的任務   | 所有「女戰士」：終極任務－負責清潔單位（續）                                                                                |
| 15   | 2月19日  | 最後的頒獎禮     | 所有「女戰士」：終極任務－負責清潔單位（續）、煮最後的午餐                                                                  |

## 外部連結
- ViuTV：《家務戰場》 （页面存档备份，存于）

## 電視節目的變遷
| 香港 ViuTV 星期一至五 22:30－23:00        | 香港 ViuTV 星期一至五 22:30－23:00           | 香港 ViuTV 星期一至五 22:30－23:00 |
| ----------------------------------------- | -------------------------------------------- | ---------------------------------- |
|                                           | 家務戰場 （2021年2月1日－2021年2月19日）     |                                    |
| 調查男女 （2021年1月11日－2021年1月29日） | 家多咗個PET （2021年2月22日－2021年3月12日） |                                    |